# Premio ABC
El Premio ABC es un concurso anual de fotografía y pintura para artistas residentes en España menores de 40 años.

## I Premio 2000
| Ganadores             | Categoría  | Jurado |
| --------------------- | ---------- | --- |
| Elena Goñi Goicoechea | Pintura    | Tomás Llorens Juan Manuel Bonet Victoria Combalía Joseph Vicente Monzó: conservador de fotografía del IVAM Eduardo Arroyo Soledad Sevilla Guillermo Pérez Villalta José Manuel Ballester Toni Catany Humberto Rivas Ouka Lele Pedro Corral: jefe de la sección de Arte de ABC Cultural. |
| Rafael Grera Padrosa  | Fotografía | Tomás Llorens Juan Manuel Bonet Victoria Combalía Joseph Vicente Monzó: conservador de fotografía del IVAM Eduardo Arroyo Soledad Sevilla Guillermo Pérez Villalta José Manuel Ballester Toni Catany Humberto Rivas Ouka Lele Pedro Corral: jefe de la sección de Arte de ABC Cultural. |

## II Premio 2001
| Ganadores         | Categoría  | Jurado |
| ----------------- | ---------- | --- |
| Agustín de Llanos | Pintura    | Tomás Llorens Eduardo Úrculo Juan Genovés Jorge Galindo Gustavo Torner Eduardo Arroyo Chema Madoz Pablo Genovés Javier Rubio Nomblot: crítico de arte José Miguel Santiago Castelo |
| Ana María Garrido | Fotografía | Tomás Llorens Eduardo Úrculo Juan Genovés Jorge Galindo Gustavo Torner Eduardo Arroyo Chema Madoz Pablo Genovés Javier Rubio Nomblot: crítico de arte José Miguel Santiago Castelo |

## III Premio 2002
| Ganadores       | Categoría  | Jurado |
| --------------- | ---------- | --- |
| Santiago Ydáñez | Pintura    | Rafael Canogar Cosme de Barañano Miguel Fernández Cid Pablo Jiménez Agustín de Llanos Ana Martínez de Aguilar Arnau Puig Delfín Rodríguez Quico Rivas Javier Dorado |
| Aitor Ortiz     | Fotografía | Rafael Canogar Cosme de Barañano Miguel Fernández Cid Pablo Jiménez Agustín de Llanos Ana Martínez de Aguilar Arnau Puig Delfín Rodríguez Quico Rivas Javier Dorado |

## IV Premio 2003
| Ganadores            | Categoría  | Jurado |
| -------------------- | ---------- | --- |
| Darío Álvarez Basso  | Pintura    | Eduardo Arroyo Carlota Álvarez Basso Chema Alvargonzález Alberto Anaut Enrique Andrés Ruiz José Manuel Ciria José Guirao Laura Revuelta |
| Miguel Ángel Tornero | Fotografía | Eduardo Arroyo Carlota Álvarez Basso Chema Alvargonzález Alberto Anaut Enrique Andrés Ruiz José Manuel Ciria José Guirao Laura Revuelta |

## V Premio 2004
| Ganadores            | Categoría  | Jurado |
| -------------------- | ---------- | --- |
| Juan Francisco Casas | Pintura    | Luis Gordillo Fernando Castro Flórez Javier González Durana Simón Marchán Gloria Moure Darío Urzay Laura Revuelta |
| Eugenio Recuenco     | Fotografía | Luis Gordillo Fernando Castro Flórez Javier González Durana Simón Marchán Gloria Moure Darío Urzay Laura Revuelta |

## VI Premio 2005
Ganador
María Linarejos Moreno
Jurado: Ángel Marcos, Juan Antonio Álvarez, Reyes, José Manuel Ballester, Miguel Cereceda, Ana Martínez de Aguilar, Javier Panera y Laura Revuelta.

## VII Premio 2006
Ganador
Angel Masip
Jurado: Guillermo Solana, Fernando Castro-Florez, Rafael Doctor, Lourdes Fernández y Laura Revuelta.

## XII Premio 2011
Ganador
Regina de Miguel
- Datos: Q6084335